# Peter Jones (Schauspieler)
Peter Jones (* 12. Juni 1920 in Wem, Shropshire; † 10. April 2000 in Westminster, London), eigentlich Peter Geoffrey F. Carey-Jones, war ein britischer Schauspieler, Drehbuchautor und Hörspielsprecher.

## Leben
Jones besuchte das Ellesmere College und trat im Alter von 16 Jahren erstmals als Schauspieler an einem Theater in Wolverhampton auf. 1942 spielte er im Londoner West End in der Produktion The Doctor's Dilemma. Im selben Jahr hatte er sein Spielfilmdebüt, ohne jedoch im Abspann genannt zu werden. Zu seinen weiteren Spielfilmrollen gehören die Komödien Das total verrückte Krankenhaus und Retter der Nation aus der Carry-On…-Filmreihe sowie Der rosarote Panther kehrt zurück und Die Stunde des Siegers. Zu seinen Fernsehrollen gehörten Gastauftritte in Fernsehserien von Mit Schirm, Charme und Melone bis Inspector Barnaby. Er hatte 1977 bis 1978 eine Hauptrolle in der Serie The Rag Trade sowie wiederkehrende Rollen in den Serien Mr. Digby Darling und Der Mann vom Eaton Place. Zudem schrieb er für verschiedene Fernsehformate die Drehbücher, darunter für die Sitcom Mr Big, in der er auch eine der Hauptrollen spielte.
Zwischen 1952 und 1955 sprach Jones in der BBC-Radiocomedyserie In All Directions eine der Hauptrollen neben Peter Ustinov, mit dem zusammen er auch die Drehbücher verfasste. Er sprach als Erzähler das Buch in der Hörspielserie Per Anhalter durch die Galaxis von Douglas Adams. Später sprach er auch in der Fernsehserie und der Schallplattenadaption. 
Jones war verheiratet und hatte zwei Kinder.

## Filmografie (Auswahl)

### Als Schauspieler
- 1944: Gaslicht und Schatten (Fanny by Gaslight)
- 1950: Achtung! Kairo… Opiumschmuggler (Cairo Road)
- 1951: Der wunderbare Flimmerkasten (The Magic Box)
- 1951: Konflikt des Herzens (The Browning Version)
- 1956: Der beste Mann beim Militär (Private's Progress)
- 1960: Der Marder von London (Never Let Go)
- 1966, 1968: Mit Schirm, Charme und Melone (The Avengers, Fernsehserie, 2 Folgen)
- 1967: Das total verrückte Krankenhaus (Carry On Doctor)
- 1969: Randall & Hopkirk – Detektei mit Geist (Randall & Hopkirk (Deceased), Fernsehserie, 1 Folge)
- 1975: Der rosarote Panther kehrt zurück (The Return of the Pink Panther)
- 1976: Retter der Nation (Carry On England)
- 1981: Die Stunde des Siegers (Chariots of Fire)
- 1981: Per Anhalter durch die Galaxis (The Hitchhiker's Guide to the Galaxy, Fernsehserie, 6 Folgen)
- 1992: Der Mann vom Eaton Place (The Mixer, Fernsehserie, 7 Folgen)
- 1998: Inspector Barnaby (Midsomer Murders, Fernsehserie, 1 Folge)

### Als Drehbuchautor
- 1960: ITV Television Playhouse
- 1964: Foreign Affairs
- 1973: Comedy Playhouse
- 1974: The Big Job
- 1977: Mr. Big
- 1984: I Thought You’d Gone